# ジェニーいとう
ジェニーいとう（本名：伊藤和幸（いとうかずゆき）、1968年3月14日 - ）は、日本のものまねタレントである。血液型はAB型、所属事務所に関してはオフィスこころとSTAR GATE CORPORATIONの両方にプロフィールが存在しているが、本籍はどちらになるのかは不明。過去には清水エイジェンシーに所属していた事もある。別名『ジェニー伊藤』で、愛称は『ジェニーちゃん』。高知県南国市出身。

## 来歴
- 国立宮崎大学大学院出身であり、環境衛生工学を学んでいた。卒業後は4年ほど東芝でサラリーマン生活を送っていたと語っている。しかし、この間に女装してテレビに出ていた事が課長にバレてしまったため、東芝を退職する[2]。
- 1994年10月に一般人としてTBS系列『クイズ悪魔のささやき』に「デカいオカマビンボー」として登場する[3]。
- その後は清水アキラにスカウトされてなかじままりと共に修行を積み1995年頃に「おかまキャラ」のタレントとして芸能界デビューし、『発表!日本ものまね大賞』や『ものまね王座決定戦』に出演し、鳥羽一郎や郷ひろみなどの物真似を披露するようになった。
- 2000年代初頭からテレビ出演が徐々に減少していき、2018年現在はそれまでレギュラー出演していたものまね番組においても全く出演しなくなっている。この事に対しジェニーは2014年に行われたインタビューで「ワタシのモノマネはキワモノ系、テレビじゃあんまりご披露できない。」と語っている。2014年時点では新宿や西麻布のゲイバーやショーパブを中心に活動している。更に全国の地方都市にあるパブのステージを駆け回るなど、精力的な活動を続けている事も明かしている[2]。

## 人物
- 自身の「おかまキャラ」を活かしたものまねを主に披露しており、更に『ものまね王座』に出演するようになった頃は「ジェニーワールド」と称して清水アキラやレイパー佐藤のような下ネタ・ホモネタを織り交ぜる事も多かったため、しばしば審査員や出演者を困惑させており、玉置浩二のモノマネについては「危険地帯」とまで言われている他、審査の評価に定岡正二を指名する事も多い。ただし、なすびやテツandトモやボビー・オロゴン、梅垣など、「おかまキャラ」も封印して純粋にものまねだけを披露する事もある。石原萌は「良い感じで迫力負けした」と語る他、リナは「嫌だ。負けたのはジェニーせい」と言っている。また、本人登場で共演したサム&デイヴはMAXよりもずっとジェニーを見ていたと言う。
- 「おかま」「キワモノ」などといったイメージが先行しがちだが、上記にもあるように国立大学を卒業している高学歴芸人という一面も持つ[2]。この経歴を活かして中学・高校・専門学校（想像工学）や大学で、教育講演や特別授業を受け持ち続けている。
- 筋肉質な体型であり、アームレスリングを得意としている。なお、アームレスリングでは関東大会で3位という成績も残している。高校時代は柔道部に所属していた。ジェニー曰く「（柔道部内での）くんずほぐれつの稽古をやっていたのをきっかけに突如、男性が好きになった」と語っており、好きな男性のタイプも格闘家であると公言している[2]。
- 俳優としても活動しており、NHKの連続テレビ小説に出演した経験もある。

## 出演番組

### バラエティ
- 発表!日本ものまね大賞（フジテレビ）
- ものまね王座決定戦（フジテレビ）
- 爆笑そっくりものまね紅白歌合戦スペシャル（フジテレビ）
- 世界の超豪華・珍品料理（フジテレビ）
- 新橋ミュージックホール（讀賣テレビ放送）

### テレビドラマ
- だいじょーぶママ（CBCテレビ）
- ヤメ刑探偵 加賀美塔子2（TBS） - シデ子 役
- 連続テレビ小説「こころ」（NHK）

### 映画
- かあちゃんに贈る歌 - リリー 役

## 作品

### CD
- マリー & ジェニーのお見合いカラOK! ～恋のインタラクティヴ～ （1996年11月1日、バップ）- ※マリー & ジェニー 名義での発売。

## ものまねレパートリー
- 五輪真弓
- 石原萌
- 伊東四朗
- 宇多田ヒカル
- 梅垣義明
- 華原朋美
- 嘉門達夫
- 桑田佳祐
- 郷ひろみ
- 小柳ゆき
- 小柳ルミ子
- 西城秀樹
- サンプラザ中野くん
- 鈴木雅之
- 武田鉄矢
- 田代まさし
- 玉置浩二
- テツandトモ
- 鳥羽一郎
- 中森明菜
- なすび
- PUFFY
- 氷川きよし
- 布袋寅泰
- ボビー・オロゴン
- 槙原敬之
- 松浦亜弥
- 松浦ゴリエ
- ミニモニ
- 森高千里
- ライオネル・リッチー
- Lina

ほか